# Jordi Fernández
Jordi Fernández Torres (Badalona, Barcelona, 27 de diciembre de 1982) es un entrenador de baloncesto español, que dirige a los Brooklyn Nets de la NBA.

## Carrera

### Inicios
Jordi comienza a entrenar a los 15 para las categorías inferiores de clubes españoles como el CB Sant Josep de Badalona o el CB Sant Boi. En el Club Bàsquet l'Hospitalet hizo también de entrenador deportivo mientras estaba en LEB Plata.
Luego pasó un tiempo entrenado en Noruega y Países Bajos, además de asistir al summer camp que ofrece la Universidad de Oklahoma.
Durante el verano de 2006, se traslada a Las Vegas, para unirse al cuerpo técnico del Impact Basketball Academy.

### Entrenador
En 2009 comienza su andadura en la NBA cuando Mike Brown, el entonces entrenador de los Cleveland Cavaliers, le contrata como asistente para el desarrollo de jugadores. Allí trabaja con Kyrie Irving, Tristan Thompson, Dion Waiters o Matthew Dellavedova. También está presente, como asistente, en el campeonato de 2016.
En 2013, se une a los Canton Charge de la NBA Development League como asistente. Al año siguiente, para la 2014-15 se convierte en técnico principal. Tras dos temporadas y 100 encuentros de temporada regular, consigue un récord de 62-38 además de un 5-5 en playoffs.
Al comienzo de la temporada 2016–17 de la NBA, firma como entrenador asistente de los Denver Nuggets.
Tras seis temporadas en Denver, el 18 de mayo de 2022, firma como entrenador asistente de Mike Brown en Sacramento Kings. El 14 de diciembre, ante Toronto Raptors y tras la expulsión de Brown, se hace cargo del encuentro y se convierte en el primer español en dirigir un partido de la NBA como primer entrenador.
En junio de 2023 reemplaza a Nick Nurse en el puesto de seleccionador principal de la selección de Canadá. Durante agosto y septiembre de 2023 fue el técnico de la selección de Canadá que participó en el Mundial de 2023 celebrado en Asia, y que consiguió el bronce, tras vencer a Estados Unidos en la final de consolación. Se mantuvo en el cargo hasta febrero de 2025, cuando anunció su renuncia como seleccionador canadiense.
En abril de 2024 se anuncia su contratación como técnico principal de los Brooklyn Nets, siendo el primer español en dirigir un equipo NBA.

## Estadísticas como entrenador en la NBA
| Equipo   | Año     | P  | V  | D  | V–D% | Finalizado      | PP | VP | DP | PV–D% | Resultado   |
| -------- | ------- | -- | -- | -- | ---- | --------------- | -- | -- | -- | ----- | ----------- |
| Brooklyn | 2024-25 | 82 | 26 | 56 | .317 | 4.º en Atlantic | —  | —  | —  | —     | No playoffs |
| Total    | Total   | 82 | 26 | 56 | .317 |                 | —  | —  | —  | —     |             |